# Duchowość franciszkańska

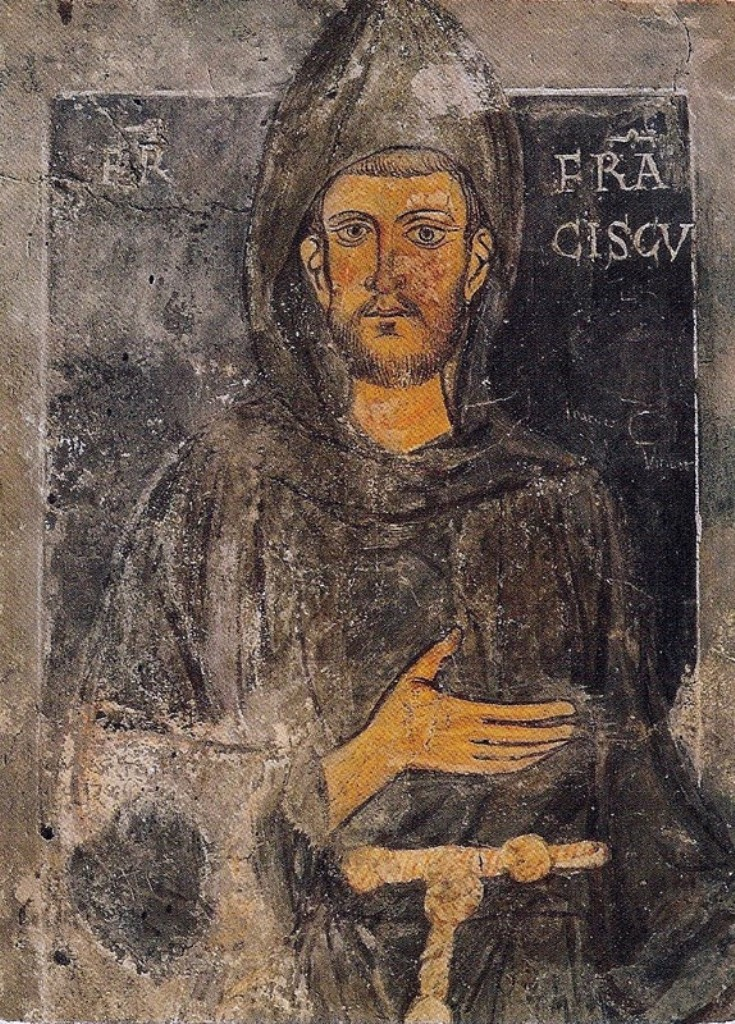
Najstarszy wizerunek Franciszka z Asyżu, fresk z Sacro Speco, Subiaco

Duchowość franciszkańska – rodzaj duchowości chrześcijańskiej ukształtowany przez św. Franciszka z Asyżu. Charakteryzuje się ona przede wszystkim: chrystocentryzmem, uczuciowym przeżywaniem miłości Boga, głęboką czcią dla Bogurodzicy, wiernością Kościołowi oraz wysiłkiem skierowanym na zharmonizowanie ciała z duchem.

## Cechy charakterystyczne
Naśladowanie Jezusa Chrystusa stanowi według św. Franciszka drogę prowadzącą do Boga (chrystocentryzm). Aby nią podążać, należy brać przykład z ubóstwa, pokory, a także całkowitego posłuszeństwa Ojcu – aż do śmierci na krzyżu. Szczególną miłością darzył Franciszek Matkę Boską – z uwagi na to, że uczyniła Jezusa naszym bratem. Uczuciowe przeżywanie miłości Boga można dostrzec w jego pismach, gdzie określa go przede wszystkim jako Miłość, Bezpieczeństwo, Cierpliwość, Ukojenie i Słodycz, zwraca uwagę, że Bóg jest przyczyną całego dobra na świecie i że sam jest pełnią dobra, wszelkim dobrem, całym dobrem, prawdziwym dobrem, [...] sam jeden jest dobry.
Miłość do Boga natomiast przejawia się w stosunku do człowieka i całego stworzenia. Dla świętego miłość bliźniego oznaczała miłość do wszystkich – zarówno bogatych jak i biednych, zdrowych oraz chorych. Franciszkanizm cechuje się integracją duszy, ciała, przestrzeni duchowej i wszystkich stworzeń – dążeniem do ich harmonizacji. W kontekście duchowości franciszkańskiej ubóstwo jest rozumiane przede wszystkim jako naśladowanie człowieczeństwa Chrystusa, który stał się ubogi z miłości do ludzi, a nie jako wzgardzenie światem materialnym lub rodzaj pokuty. Charakterystyczne także jest zalecenie umiaru w umartwianiu się i ascezie – św. Franciszek podkreślał znaczenie radowania się życiem i pogody ducha. Ważnym pojęciem jest tutaj „fraternitas”, które określa ducha braterstwa i więzi ze światem oraz otwartą, serdeczną i braterską postawę – wynikające z doświadczenia Boga jako miłości.
O. Giovanni Iammarrone OFMConv tak mówi o duchowości franciszkańskiej:

To doświadczenie chrześcijańskie, którym żyją franciszkanie i świadczą o nim w swoim odnośnym kontekście historycznym, kulturowym, kościelnym, czerpiąc natchnienie z doświadczenia chrześcijańskiego, ewangelicznego św. Franciszka z Asyżu i oświetlając je wartościami przeżywanymi i intelektualnie wypracowanymi przez wielką historyczną i duchową tradycję zakonu franciszkańskiego.

## Główne postaci
Twórcami, których pisma wpłynęły na rozwój duchowości franciszkańskiej, byli:
- św. Franciszek z Asyżu (1182/82–1226)
- św. Klara z Asyżu (1194–1253)
- św. Antoni Padewski (1195–1231)
- św. Bonawentura z Bagnoregio (1221–1274)
- bł. Rajmund Llull (1232–1315)
- św. Aniela z Foligno (1248–1309)
- bł. Jan Duns Szkot (1266–1308)
- św. Bernardyn ze Sieny (1380–1444)
- św. Katarzyna z Bolonii (1413–1463)
- św. Katarzyna z Genui (1447–1510)
- św. Kamila Baptysta Varano (1458–1524)
- Franciszek z Osuna (1492–1540)
- św. Piotr z Alkantary (1499–1562)
- Jan od Aniołów (1536–1609)
- Łukasz Wadding (1588–1657)
- Maria z Agredy (1602–1665)
- św. Weronika Giuliani (1660–1727)
- św. Leonard z Porto Maurizio (1676–1751)
- Agostino Gemelli (1878–1959)
- św. Pio z Pietrelciny (1887–1968)
- św. Maksymilian Maria Kolbe (1894–1941)
- Thaddée Matura (1922–2020)